# Яновик
Яновик (словац. Janovík) — село, громада у Словаччині, Пряшівському окрузі Пряшівського краю. Розташоване у центральній частині східної Словаччини, у північній частині Кошицької улоговини у долині Ториси.
Вперше згадується в 1330 році.
В селі є крамниця та бібліотека.

## Населення
| Рік:            | 1993 | 2003    | 2013    | 2023     |
| --------------- | ---- | ------- | ------- | -------- |
| Кількість осіб: | 306  | 298     | 273     | 437      |
| Різниця:        |      | -2,61 % | -8,38 % | +60,07 % |

| Рік:            | 2022 | 2023    |
| --------------- | ---- | ------- |
| Кількість осіб: | 414  | 437     |
| Різниця:        |      | +5,55 % |

В селі проживає 273 осіб.
Національний склад населення (за даними останнього перепису населення — 2001 року):
- словаки — 100,0 %.

Склад населення за приналежністю до релігії станом на 2001 рік:
- римо-католики — 90,37 %,
- протестанти — 1,99 %,
- греко-католики — 1,00 %,
- не вважають себе віруючими або не належать до жодної вищезгаданої церкви — 6,31 %.